# 502 هـ
502 هـ هي سنة في التقويم الهجري امتدت مقابلةً في التقويم الميلادي بين سنتي 1108 و1109.

## أحداث
- تأسيس مملكة طرابلس خلال الحملة الصليبية الأولى على المشرق الإسلامي.
- ابن بسام الشنتريني يصنف كتابه الذخيرة في معرفة أهل الجزيرة في إشبيلية.
- ظاهر الدين طغتكين يشن غزوة على طبرية.

## مواليد
- ابن زرقون، فقيه ومحدث أندلسي.
- ابن مغاور الشاطبي، فقيه وشاعر ووزير أندلسي.
- منصور الراشد بالله، من خلفاء الدولة العباسية.
- ابن خير الإشبيلي، إمام حافظ ومقرئ ومجود ولغوي ونحوي إشبيلي.

## وفيات
- ياسمينة السيراوندية
- الراغب الأصفهاني
- أبو محمد الدامغاني، من قضاة وفقهاء العراق.
- زكريا يحيى بن علي التبريزي، لغوي ومفسر من أهل تبريز.